# Africactenus pococki
Africactenus pococki là một loài nhện trong họ Ctenidae.
Loài này thuộc chi Africactenus. Africactenus pococki được Hyatt miêu tả năm 1954.